# Roubík

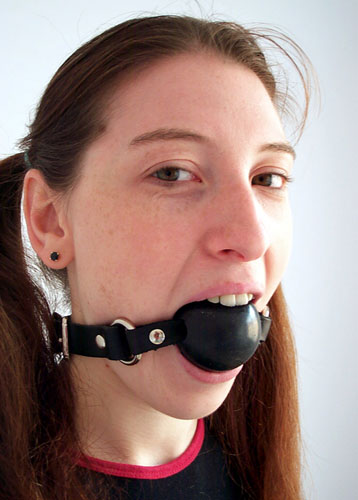
Roubík používaný v BDSM

Roubík je jednoduché zařízení, které se používá pro ucpání úst buď za účelem znemožnění verbální komunikace, či v některých dalších případech k celkovému uzavření úst. Nejčastěji se používá v situacích, kdy je potřeba, aby člověk nemohl mluvit a křičet, tedy pro tiché akce, jako jsou přepadení nebo únosy, ale také v určitých případech pro milostné aktivity.
Roubík je možné vyrobit z celé škály materiálů; od jednoduchých řešení jako v podobě pruhu látky či pouhé přiložení lidské ruky až po lepicí pásku či kus kůže. Pruh látky se buď umístí přes ústa a vzadu za hlavou se pevně zaváže, nebo se kus jiné látky umístí do ústní dutiny a dalším pruhem převáže, aby ho oběť nebyla schopna vyplivnout. Poněkud pokročilejší zařízení bývá již připraveno jak pro uchycení na hlavě, tak i pro ucpání ústní dutiny.
Látkový roubík se tvoří většinou delším šátkem, v jehož půli se udělá uzel a ten vkládá do úst, šátek se utáhne za hlavou. Efektivnější je použití dvou šátků, jeden se celý vkládá do úst, druhý se pak přes něj přetahuje a utahuje za hlavou, případně se druhý nahradí lepicí páskou.
Kulový roubík (viz obrázek) je kulička s dírou v půli (velký korálek), přes kterou je protažen úzký kožený pásek, přezka pásku se poté zapíná za hlavou. Pro znesnadnění vytlačení kuličky jazykem z úst je kulový roubík možné doplnit pásky, popruhy, zapínajícími se pod bradou. Kulička bývá pryžová, nebo plastová, může být perforovaná.
Podobný kulovému roubíku je roubík uzdový. Jedná se o pryžovou nebo dřevěnou uzdu, vkládanou mezi zuby, vzadu za hlavou upevněnou pásky, popruhy, nebo provazem.
Obdobou kulového roubíku je kruhový roubík, místo kuličky se mezi zuby vkládá kroužek, udržující ústa otevřená, opět upevněný popruhy za hlavou. Stejný efekt je využití zubařské rozporky, znemožňující zavření úst.
Ústa lze i zalepit pomocí lepicí pásky. Pouhé přelepení úst je pouze symbolické, vznikající pot brzy rozpustí lepidlo a pruh pásky brzy sám odpadne, o mechanickém sundání (pohyby úst nebo vytlačení jazykem) nemluvě. Efektivnější je omotání pásky za krkem, nebo vytvoření lepenkového náhubku, dosahujícího od brady nad kořen nosu.
Speciálním roubíkem je kožený roubík s výplní úst ve tvaru kuličky, či umělého penisu, zapínající se za hlavou pomocí přezky.
Vrcholem roubíků je celohlavový postroj / náhubek od brady po nos, ústa mohou být vyplněna výplní (látka, míček, kulička ...), náhubek je upevněn kolem celé hlavy systémem kožených popruhů.
Je-li systém založen na zapínání popruhů přezkou, mohou být využity speciální přezky, umožňující uzamčení přezky malým visacím zámkem
Roubík může vést k tomu, že se oběť může udusit, pokud má problémy s dýcháním pomocí horních cest dýchacích.